# وونفورت
وونفورت (به آلمانی: Wonfurt) یک شهر در آلمان است که در هاسبرگه واقع شده‌است.